# Andrew Tarbet
Andrew Tarbet (Buffalo, 1971) és un actor i director de cinema estatunidenc. De mare estatunidenca i pare canadenc, el 1990 es va traslladar al Canadà, i va estudiar a l'Escola Nacional del Teatre de Mont-real fins 1993. Després de treballar un temps al Cirque du Soleil, durant la dècada dels 1990 va treballar en sèries d'acció i aventures dels Estats Units i del Canadà. El 2000 va rodar a Mont-real la comèdia romàntica Café Olé; allí es va enamorar de la seva companya de rodatge, l'actriu catalana Laia Marull, i decidí establir-se a Barcelona. El 2008 va participar en una pel·lícula i es va donar a conèixer al públic català fent de "Peter Weller" a la sèrie Infidels (2009) i d'Andrew Banner a La Riera.
El 2018 va dirigir el curtmetratge Tomorrow, protagonitzat per Andreu Marull i Marta Bayarri, amb el que va guanyar el premi especial del jurat a l'Almeria Western Film Festival i el Golden Sheaf al Festival de Cinema de Yorkton. També fou nominat al Gaudí al millor curtmetratge.

## Filmografia

### Cinema
- 2000: Bruiser – James Larson
- 2000: Café Olé – Malcolm
- 2001: The Day Reagan Was Shot – doctor Gregorio
- 2004: Walking Tall – Jimmy
- 2006: The Pink Panther – agent TSA
- 2008: El Kaserón – McGuffin
- 2012: Tengo ganas de ti – Joaquín
- 2013: Menú degustació – Max
- 2014: Exodus: Gods and Kings – Aaron
- 2015: Res no tornarà a ser com abans – Andrew
- 2016: El mal que els homes fan – Benny

### Televisió
- 1995–1996: Road to Avonlea – Seth Pritchard
- 1997: PSI Factor: Chronicles of the Paranormal – Billy Hamilton
- 1998: Due South – agent Exley
- 1999: Total Recall 2070 – Ingles
- 1998–2001: The Famous Jett Jackson – Booker Murray
- 2002: Strange Days at Blake Holsey High – Lucas Randall
- 2004: Doc – Brad Turner
- 2005: Missing – Doctor
- 2009–2011: Infidels – Peter Weller
- 2014–2016: La Riera – Alfred Banner
- 2018: Si no t'hagués conegut – Robert
- 2019: Hache – Walter Kopinski
- 2019: Parany – Jack
- 2020: La caza. Monteperdido i la segona temporada: Tramuntana (2021)